# Baže Ilijoski
Baže Ilijoski (født 9. juli 1984) er en makedonsk fodboldspiller.

## Makedoniens fodboldlandshold
| Makedoniens landshold | Makedoniens landshold | Makedoniens landshold |
| År                    | Kmp                   | Mål                   |
| --------------------- | --------------------- | --------------------- |
| 2005                  | 1                     | 0                     |
| 2006                  | 1                     | 0                     |
| 2007                  | 0                     | 0                     |
| 2008                  | 0                     | 0                     |
| 2009                  | 0                     | 0                     |
| 2010                  | 4                     | 0                     |
| Total                 | 6                     | 0                     |